# Ribeirão Bonito
Ribeirão Bonito és un municipi brasiler de l'estat de Sâo Paulo. Es troba a una latitud 22º04'00" sud, a una longitud 48º10'34" oest, i a una altitud de 590 metres. La seua població al 2015 era de 12.909 habitants. El municipi és format per la seu i pel districte de Guarapiranga.

## Història[3]
La família Alves Costa, provinent d'Ouro Fino, inicià la colonització europea de la zona, tallada pel curs de Ribeirão Bonito, a l'octubre de 1862. Joaquim Alves Costa, son fill José Venâncio Alves Costa, Antônio José de Souza Pinto, Antônio Alves Costa, Thomaz Alves Costa, Ignácio Alves Costa i Manoel Garcia de Oliveira, compraren terra per al patrimoni de Senhor Bom Jesus. El març de 1872 João Leite de Arruda inicia la construcció d'una capella, i el poble se'n desenvolupà al voltant.
La Llei Provincial núm.16, de 8 de març de 1882, crea el Districte de Ribeirão Bonito al municipi de Brotas. El declaren vila pel Decret Estatal núm. 24, de 5 de març de 1890.
Al maig de 1894, la Companyia Paulista del Ferrocarril inaugura a Ribeirão Bonito una estació, fet de gran importància per a l'economia del municipi. 
La Llei núm. 1032, de 14 de desembre de 1906, crea el Districte de Guarapiranga i incorpora al Municipi de Ribeirão Bonic.
El Decret núm. 6950, de 6 de febrer de 1935, crea el districte de Santa Clara i l'incorpora al municipi de Ribeirão Bonito. Pocs anys després el Decret Estatal núm. 9775, de 30 de novembre de 1938, redibuixa la frontera amb el municipi de Dourado, fet que comporta l'extinció d'aquest districte.

## Economia
- La principal activitat econòmica del municipi és agropecuària. Hi destaca el conreu de canyamel i la cria de bòvids, porcs i aus. Les plantacions de café, cereals en general, cotó-en-pèl i taronja també en són punts forts.

## Geografia
- Té una àrea de 471,553 km².
- El municipi inclou un districte: Guarapiranga.

### Demografia
Dades del cens - 2010
- Urbana: 11.220
- Rural: 915
- Hòmens: 6.104
- Dones: 6.031

Densitat demogràfica (hab./km²): 25,73
Índex de desenvolupament humà (IDH-M): 0,712
PIB per capita: R$ 18.925,72
Població alfabetitzada: 10.139
Població escolaritzada (2010): 3.222
- Matrícules en ensenyament bàsic (2012): 1.812
- Matrícules en ensenyament mitjà (2012): 507

Població catòlicamana: 7.660 (el 63,12%)
Població evangèlica: 2.956 (el 24,36%)
Població espírita: 40 (el 0,33%)
Sense religió: 1.479 (el 12,19%)

### Hidrografia
- Riu Jacaré Guaçu
- Riu Boa Esperança
- Ribeirão Bonito

### Particularitats geogràfiques
Ribeirão Bonito és a la vora de la serra de Dourado, amb una altitud de 1.100 m. Des de dalt d'aquesta serra s'albiren els municipis de Sâo Carlos, Araraquara i Brotas. Al bell mig del municipi se situa el Morro Bom Jesus, amb una altitud de 600 m. També hi ha el Morro do Passarelli amb 715 m d'altitud.